# Commercial Crew Development

Логотип програми

Commercial Crew Development — багатофазова програма розвитку космічних технологій, а саме, комерційних (належать певній компанії, а не державі) пілотованих космічних кораблів (ПКК). Заснована Урядом США, адміністрування здійснює НАСА. Згідно з нею, кораблі повинні літати на ННО, а конкретно — до Міжнародної космічної станції, щоб здійснювати транспортування до і від неї членів екіпажу. Доставка туди ж вантажів здійснюється за програмою Commercial Resupply Services. CCDev є продовженням Commercial Orbital Transportation Services.
Розроблені ПКК повинні відповідати наступним вимогам:
- доставка чотирьох членів екіпажу та їхніх речей до МКС і їх повернення;
- надання цілодобового притулку в разі небезпечної ситуації на МКС;
- забезпечення гарантованого повернення екіпажу на Землю в разі надзвичайної ситуації;
- спроможність залишатися пристикованим до МКС 210 днів (Спейс Шаттл міг це робити лише 12 днів).

Конкурс між компаніями-претендентами розпочався у 2010 році і складався із кількох фаз. Після кожної обраним компаніям-учасницям виділялися певні кошти на розробку ПКК, але остаточні переможці визначилися після п'ятої фази. Ними стали:
- компанія Boeing, яка на розробку свого корабля CST-100 Starliner отримала $4'820,9 млрд;
- компанія SpaceX, яка для свого Dragon 2 отримала $3'144,6 млрд.

Наразі SpaceX та Boeing знаходяться на стадії отримання дозволу на перевезення людей. На серпень 2018 року запланований політ їхніх ПКК до МКС без екіпажу (SpaceX DM-1), а пілотований політ компанії планують не раніше грудня 2018 року (SpaceX DM-2). Однак НАСА заявило, що із вимог безпеки навряд зможе дозволити польоти із екіпажем раніше грудня 2019 року.
Кошти, виділені учасникам конкурсу після кожної фази відбору, $млрд.
|                    | CCDev1 (2010—2011) | CCDev2 (2011—2012) | Commercial Crew integrated Capability (2012—2014) | Certification Products Contract (2013—2014) | Commercial Crew Transportation Capability | Загалом (2010—2017) |
| Boeing             | 18,0               | 92,3 + 20,6        | 460,0 + 20                                        | 9,9                                         | 4'200,0                                   | 4'820,9             |
| Blue Origin        | 3,7                | 22,0               | –                                                 | –                                           | –                                         | 25,7                |
| Sierra Nevada Corp | 20,0               | 80,0 + 25,6        | 212,5 + 15                                        | 10,0                                        | –                                         | 362,1               |
| SpaceX             | –                  | 75,0               | 440,0 + 20                                        | 9,6                                         | 2'600,0                                   | 3'144,6             |
| ULA                | 6,7                | -                  | –                                                 | –                                           | –                                         | 6,7                 |
| Paragon Space      | 1,4                | –                  | –                                                 | –                                           | –                                         | 1,4                 |
|                    | 49,8               | 315,5              | 1'167,5                                           | 29,6                                        | 6'800,0                                   | 8'362,4             |

24 квітня 2021 SpaceX втретє відправляє людей на МКС в рамках багатомілльярдного контракту із NASA за програмою Commercial Crew Program.